# Michail Andrejevič Šatelen
Michail Andrejevič Šatelen (rusky Михаил Андреевич Шателен; 13. ledna 1866, Anapa – 31. ledna 1957, Leningrad) byl ruský a sovětský vědec, profesor a akademik, průkopník v elektrotechnických oborech, první profesor elektrotechniky a tvůrce elektrotechnického vzdělání v Rusku. Uskutečnil jako první na světě provoz paralelního energetického systému. Byl jedním z vůdčích členů Státní komise pro elektrifikaci Ruska, člen mnoha významných ruských, sovětských i světových elektrotechnických organizací, zakladatel a organizátor muzea elektrotechniky.

## Životopis

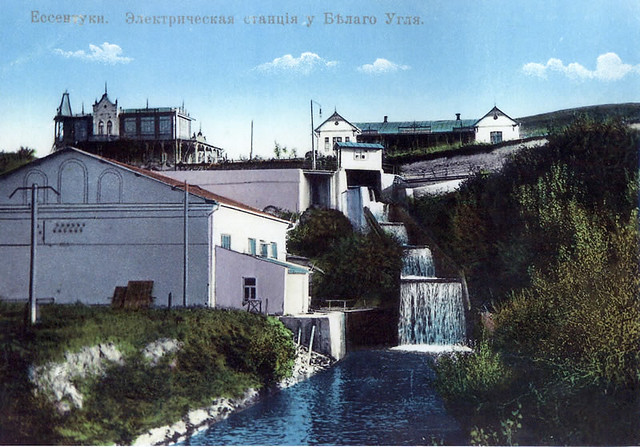
Vodní elektrárna Bělyj Ugol

### Do vzniku Petrohradského polytechnického institutu
Michail Andrejevič Šatelen se narodil 13. ledna 1866 v pevnosti Anapa v oblasti Černého moře, nyní Krasnodarský kraj. Zde jeho otec sloužil jako úředník na finančním úřadu. Příjmení pochází z oblasti Zakavkazska. Brzy se rodina přestěhovala do Tiflisu, kde Michail Andrejevič v roce 1884 absolvoval První klasické gymnázium se zlatou medailí. Ve stejném roce nastoupil na Fyzikálně-matematickou fakultu Petrohradské univerzity. Ještě jako student projevil velký zájem o vědecký výzkum. Jeho první vědecká práce „O metodách studia polarizace sluneční koróny“ byla předložena fakultní radě, z jejíhož rozhodnutí byl v roce 1888 ponechán na univerzitě, aby se připravoval na profesuru. V roce 1888 odešel do Paříže, kde navštěvoval kurzy na Vyšší elektrotechnické škole a na Sorbonně. V Edisonových závodech prošel od dělnických postů na posici hlavního montéra. Po návratu do Petrohradu v roce 1890 začal pracovat na univerzitě na katedře fyziky.

### Na půdě Petrohradského polytechnického institutu
V roce 1893 byla Technická škola poštovního a telegrafního oddělení v Petrohradě přeměněna na Elektrotechnický institut. Michail Andrejevič se zúčastnil výběrového řízení na místo prvního profesora elektrotechniky v Rusku a po úspěšném přednesení dvou veřejných přednášek v Radě ústavu byl v žádané funkci potvrzen. V letech 1899-1900 realizoval kurzy „Elektřina“, „Elektrická měření“, „Kurz střídavých proudů“. Jednalo se o první kurzy elektrotechnické vědy jako samostatné disciplíny ve vysokoškolském vzdělávání v Rusku. Na jaře 1901 byl nařízením ministra vnitra propuštěn z institutu pro podporu studentských hnutí.
To však byl již znám jako autor vědeckých prací, ale také jako aktivista ve vědeckých a technických společnostech, kongresech a konferencích. V roce 1900 byl Šatelen zvolen čestným členem Francouzské společnosti elektrotechniků a čestným tajemníkem Amerického institutu elektrotechniků. Na mezinárodním kongresu elektrotechniků v Paříži byl zvolen viceprezidentem sekce elektrických měření, členem speciální Mezinárodní elektrotechnické komise (IEC); na Světové výstavě v Paříži v roce 1900 působil jako člen poroty v elektrotechnice.
Proto již v červenci 1901 pozval ministr financí Sergej Witte Michaila Andrejeviče, aby pracoval na organizaci Polytechnického institutu ve funkci profesora a později děkana elektromechanického oddělení. Veškerý následující život a dílo Michaila Andrejeviče byly úzce spojeny s Polytechnickým institutem. Vzdělávací práce na Polytechnickém institutu se na počátku 20. století, stejně jako na jiných univerzitách, často zastavily kvůli studentským nepokojům, demonstracím a stávkám. Šatelenova tichá podpora studentů byla hodnocena jako „nezákonná nečinnost“ a v roce 1907 byl z funkce děkana odvolán. Pedagogická činnost na Institutu však pokračovala i nadále. Z jeho přímluvy byl ke studiu přijat i pozdější stavitel Dněprogesu Alexandr Vasiljevič Vinter.
V roce 1911 M. A. Šatelen zorganizoval první vysokonapěťovou laboratoř v Rusku a experimentální vedení vysokého napětí. V této laboratoři byla pod jeho vedením a osobní účastí provedena řada prací, které sloužily jako základ pro rozvoj vysokonapěťové techniky v Rusku.
V roce 1913 realizoval ve světové premiéře provoz energetického systému. Systém byl zprovozněn v lázních Kislovodsk v Zakavkazí ve spolupráci s Genrichem Osipovičem Graftio. 26. března 1913 pracoval zhruba hodinu při napětí 8 kV první energetický systém na světě při paralelním spojení dieselové a vodní elektrárny na vzdálenosti 20 km. Od vodní elektrárny bylo odebráno asi 50 kW a od dieselové 180–250 kW. Vodní elektrárnou byla stanice Bjelyj Ugol, která vznikla rovněž podle společného projektu profesorů Šatelena a Graftia.

### V sovětském období
1. prosince 1918 byl M. A. Šatelen zvolen rektorem Polytechnického institutu, avšak již 19. března 1919 byl zvolen nový rektor. Podle Borise Nikolajeviče Menšutkina (syn N. A. Menšutkina) post rektora Šatelen opustil sám, protože o provozu Institutu ve skutečnosti rozhodoval Výbor chudých. Do konce roku 1919 Polytechnický institut jako vzdělávací instituce prakticky nefungoval. 
V roce 1920 vstoupil do Státní komise pro elektrifikaci Ruska (GOELRO) a byl jmenován komisařem pro Petrohrad a severní oblast země. Plán elektrifikace severní oblasti sloužil jako vzor pro vypracování plánů pro další regiony. Šatelen byl také členem komise pro elektrifikaci Uralu a Donbasu, dále spoluvytvářel projekty výstavby Volchovské a Dolnosvirské elektrárny a Dněprogesu. V roce 1921 se stal členem Státního plánovacího výboru SSSR a podílel se na vypracování hlavního plánu elektrifikace země.
V roce 1924 byl pozván do Hlavní komory pro míry a váhy jako vedoucí metrolog, vytvořil zde Referenční fotometrickou laboratoř a stal se jejím vedoucím. Od roku 1929 do roku 1932 řídil veškerou činnost Hlavní komory. Celá jeho další činnost až do konce života byla spjata s Polytechnických institutem v Leningradu.
M.A. Šatelen se významně podílel na práci mezinárodních kongresů, společností a organizací souvisejících s elektrotechnikou a energetikou. V roce 1923 se zúčastnil Mezinárodní konference o vysokonapěťových sítích a byl zvolen členem konferenční rady a viceprezidentem. V roce 1926 byl zvolen členem představenstva Mezinárodní elektrotechnické komise. Od roku 1933 byl místopředsedou výboru pro účast SSSR v mezinárodních energetických sdruženích.
V roce 1931 byl Michail Andrejevič Šatelen zvolen členem korespondentem Akademie věd SSSR. V témže roce se podílel na organizaci Energetického ústavu Akademie věd SSSR Энергетический институт имени Г. М. Кржижановского a pod ním Energetického muzea.
Od začátku Velké vlastenecké války pracoval Michail Andrejevič v komisi Vědeckotechnického výboru pro pomoc frontě, stal se členem komise pro posuzování a realizaci obranných návrhů, organizované v červenci 1941 pod vedením akademika Nikolaje Nikolajeviče Semjonova.
V září 1941 byl evakuován do Taškentu, kde se podílel na organizaci práce zbrojních podniků, ale i vědeckých a vzdělávacích institucí. V těchto letech byl profesorem na evakuovaném Leningradském polytechnickém institutu. Podílel se na organizaci uzbecké pobočky Akademie věd SSSR, byl jejím předsedou.
Velkou pozornost věnoval historii vědy a techniky. Na Polytechnickém institutu vytvořil muzeum elektrotechniky, kde sbíral vzorky Jabločkovových svíček, Lodyginových lamp atd. Byl žijícím svědkem a v některých případech spolupracovníkem největších vynálezců a elektrotechnických vědců, jako byl Pavel Nikolajevič Jabločkov, Alexandr Nikolajevič Lodygin, Nikolaj Gavrilovič Slavjanov, Alexandr Stěpanovič Popov a mnoha dalších.
Michail Andrejevič Šatelen zemřel 31. ledna 1957 v Leningradu, ve věku 91 let. V projevu při posledním rozloučení zazněla tato slova: „Nápadným rysem celého života Michaila Andrejeviče Šatelena byla hluboká víra v technický a kulturní pokrok, láska k lidem, jeho schopnost zaujmout každého příkladem aktivního boje za realizaci inženýrských a vědeckých úkolů.“

## Rodina
Ženou Michaila Andrejeviče Šatelena byla nejstarší dcera dramatika Alexandra Nikolajeviče Ostrovského, Marie Alexandrovna. Šatelenův nevlastní otec byl Ostrovskému švagrem.
Dcera Marie Michajlovna, vnučka A. N. Ostrovského se zasloužila o kompletaci vzpomínek a památek na svého děda.
Bratr Sergej po revoluci emigroval a zemřel v Londýně jako bankéř.